# 高澤桃子
高澤桃子（たかざわ ももこ、1990年3月10日 - ）は、日本のタレントである。元はアイドルとして活動。出身は東京都。母はタレントの松本ちえこ。

## 人物・経歴
- 出身は東京都。身長160cm、体重45kg[4]。特技は和太鼓、血液型はO型[5]。
- 2004年に開催されたCSフジテレビ721での番組「アイドル道」で企画された「世界征服計画」と題したオーディションに出場し、エントリー№18で最終選考の21名に残りグランプリを争ったが獲得出来なかった。ちなみのこの時のグランプリは高梨臨（エントリー№4）、準グランプリは大政絢（エントリー№17）であった（またAKB48の大島麻衣もエントリー№2で出場したが、選考には至っていない）[6]。
- 後にプロダクション関係者の勧めでレッスンを受けタレントとして、2005年よりタレントとして活動を始める[3]。改編期の特別番組や雑誌などに特集で掲載されたりしていたがその後一般人と結婚し一児を出産[3]。しばらく休業していたが2022年より復帰した[7]。

## 主なテレビ番組
- あの人は今!20世紀伝説のアイドル108人大捜索（2000年12月30日放送、日本テレビ）※デビュー前にVTR出演。
- 泣いた笑った壮絶人生超豪華!あの人は今!夢の紅白歌合戦「アイドル親子対決」（2003年12月27日、TBS）※デビュー前に親子で「恋人試験」を歌唱披露。
- 世界征服計画（2004年、CS・フジテレビ721）「アイドル道」決定！グランプリ
- おもいッきりDON!「DONとTALK・あの人に逢いたい」（2009年8月28日、日本テレビ）
- 爆報!THEフライデー（2012年2月3日、TBS）
- Eテレタイムマシン（2024年4月 - 、Eテレ）

## エピソード
- 「高澤」の姓は母・松本ちえこの元夫の姓である。
- 「桃子」の由来は松本ちえこが映画「ハイティーン・ブギ」が好きだったことからそのヒロインの役名から名付けられた[8]。
- 2003年放送のTBS「あの人は今!夢の紅白歌合戦・懐かしのアイドル親子大会」に出演して「恋人試験」を親子で歌唱披露した[9]。

### 過去の所属事務所
- ツカサプロダクション
- JTBエンタテインメント